# Полистовское

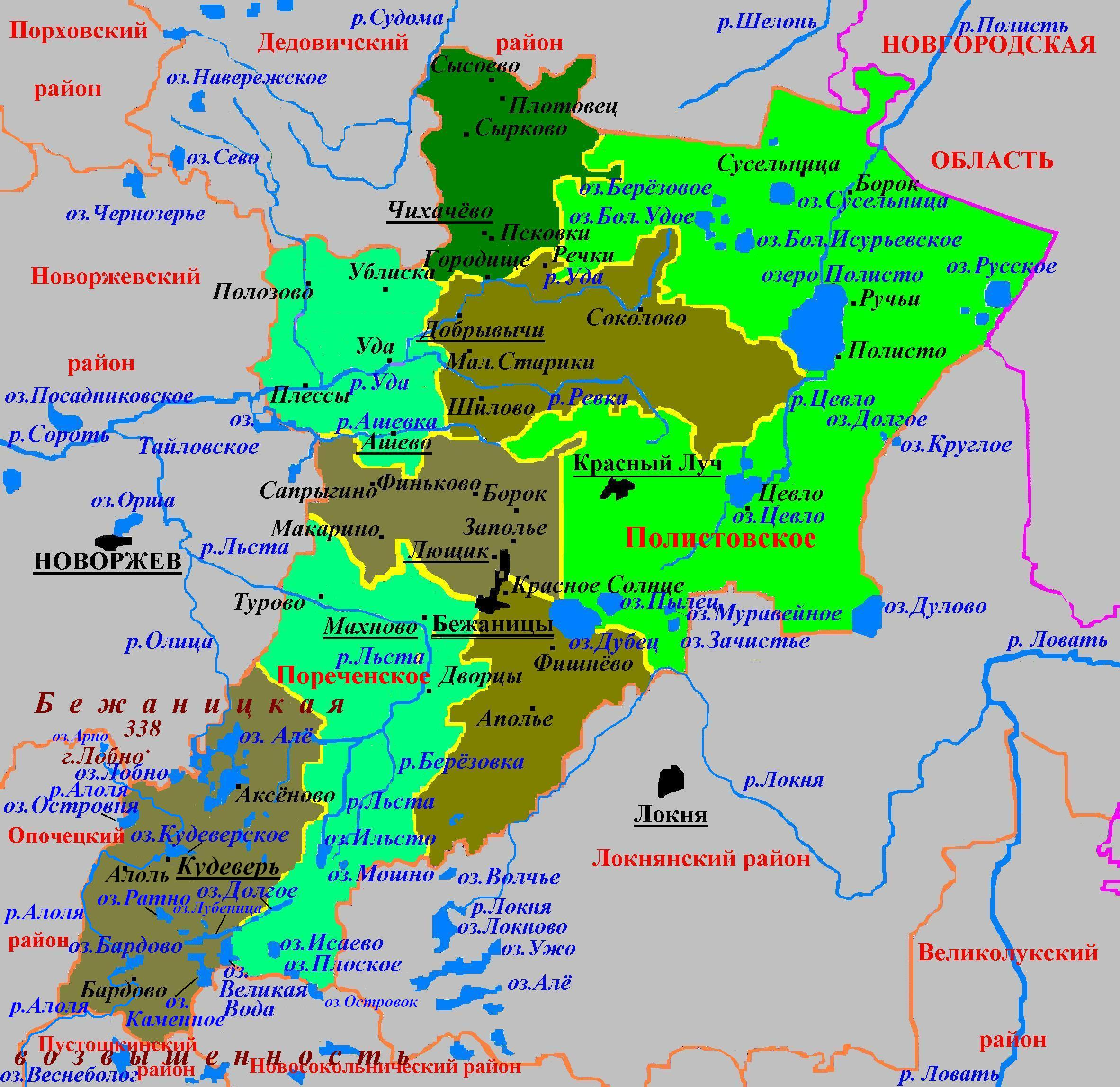
Административное деление Бежаницкого района в 2010—2015 гг.

Полистовское — муниципальное образование со статусом сельского поселения в Бежаницком районе Псковской области России.
Административный центр — посёлок городского типа (рабочий посёлок) Красный Луч.

## География
Территория муниципального образования граничит на западе с Чихачёвской, Добрывичской, Лющикской и Бежаницкой волостями, на севере — с Дедовичским районом, на западе — с Новоржевским районом,  на юге и юго-востоке — с Локнянским районом Псковской области, на востоке — с Новгородской областью.
На территории сельского поселения Полистовское расположены озёра: Полисто (30,6 км², глубиной до 2,4 м), Дубец (10,3 км², глубиной до 2,4 м), Цевло (7,95 км², глубиной до 2,5 м), Русское (4,2 км², глубиной до 5,5 м), Пылец (3,6 км², глубиной до 2,1 м), Сусельницкое (3,2 км², глубиной до 3,4 м), Большое Удое (2,3 км², глубиной до 4,0 м), Большое Исурьевское (2,3 км², глубиной до 4,5 м), Межницкое (1,0 км², глубиной до 3,0 м), Деревенец (1,0 км², глубиной до 1,8 м), Березовое (0,9 км², глубиной до 6,0 м)  и другие. На востоке сельского поселения Полистовское находится Полистовский заповедник.

## Население
| 2010  | 2012  | 2013  | 2014  | 2015  | 2016  | 2017  |
| ----- | ----- | ----- | ----- | ----- | ----- | ----- |
| 1655  | ↘1536 | ↘1482 | ↘1433 | ↘1416 | ↘1375 | ↘1307 |
| 2018  | 2019  | 2020  | 2021  |       |       |       |
| ↘1251 | ↘1219 | ↘1176 | ↘1083 |       |       |       |

## Населённые пункты
В состав сельского поселения Полистовское входят 19 населённых пунктов: 1 посёлок городского типа (пгт Красный Луч с 1020 жителями на 14 октября 2010 года) и 18 деревень (с 635 сельскими жителями на 14 октября 2010 года):
| №  | Название    | Население |
| -- | ----------- | --------- |
| 1  | Красный Луч | ↗724      |
| 2  | Борок       | →0        |
| 3  | Веряжа      | →0        |
| 4  | Вихрище     | ↘1        |
| 5  | Зайцево     | ↘5        |
| 6  | Залужье     | →0        |
| 7  | Макарино    | ↘6        |
| 8  | Межник      | ↘19       |
| 9  | Полисто     | →0        |
| 10 | Порховок    | →0        |
| 11 | Ратча       | →0        |
| 12 | Ручьи       | ↘4        |
| 13 | Синцово     | ↘0        |
| 14 | Скопиха     | ↗6        |
| 15 | Сусельница  | →0        |
| 16 | Сысова      | ↘15       |
| 17 | Ухошино     | →0        |
| 18 | Цевло       | ↘579      |
| 19 | Чилец       | →0        |

## История
К современной территории сельского поселения относятся Полистово-Ратчинская и Цевельская волости Холмского уезда Псковской губернии, которые в XIX—нач.XX веков состояли из десятков деревень, ныне исчезнувших, например Слонница, Лебешево, Осье и другие. В последующем — Полистовская волость — была включена в 1924 году в Цевельскую волость (в составе Ухошинского, Ручьинского и Цевельского сельсоветов), вошедшую в 1927 году в Цевельский район, в 1930 году — в Локнянский район, в 1936 году Ручьинский и Ухошинский сельсоветы — в Ашевский район, в 1945 году Цевельский сельсовет из Локнянского района — в Бежаницкий район, в 1963 году Ухошинский сельсовет (включивший в 1959 году Ручьинский сельсовет) из Ашевского района — в Бежаницкий район.
Постановлением Псковского областного Собрания депутатов от 26 января 1995 года все сельсоветы в Псковской области были переименованы в волости, в том числе Цевельский сельсовет был превращён в Цевельскую волость.
Законом Псковской области от 28 февраля 2005 года в границах волости было также создано муниципальное образование Цевельская волость со статусом сельского поселения и муниципальное образование Красный Луч со статусом городского поселения (в границах пгт) с 1 января 2006 года в составе муниципального образования Бежаницкий район со статусом муниципального района.
На референдуме 11 октября 2009 года было поддержано объединение сельского поселения Цевельская волость и городского поселения Красный Луч. Законом Псковской области от 3 июня 2010 года они были объединены в муниципальное образование со статусом сельского поселения Полистовское, административным центром которого стал пгт Красный Луч.